# Jon Mirasty
 (août 2017).
Si vous disposez d'ouvrages ou d'articles de référence ou si vous connaissez des sites web de qualité traitant du thème abordé ici, merci de compléter l'article en donnant les références utiles à sa vérifiabilité et en les liant à la section « Notes et références ».
Jonathon Gary Frank Mirasty, dit Jon Mirasty et surnommé Nasty, (né le 4 juin 1982 à Meadow Lake dans la province de la Saskatchewan au Canada), est un joueur professionnel de hockey sur glace.

## Biographie
Élevé dans une tribu d'amérindien, les Flying Dust, qui compte près de 1 000 membres dans la région de la Saskatchewan, son grand-père étant l'un des membres fondateurs de la tribu et fut l'un des chefs pendant de nombreuses années. Quant à sa mère, elle a des origines irlandaises.
Jon Mirasty commença le hockey à l'âge de 4 ans. Son surnom de Nasty Jon lui vint rapidement pour son assiduité dans ces combats et sa hargne dans le jeu.
Il fut un champion régional de boxe, gagnant différent concours et tournoi dans sa région.

## Carrière
Durant sa première saison en Ligue de hockey de l'Ouest, à 18 ans, Jon connu une quarantaine de combats sur la glace, ce qui le fit repéré par différent recruteurs de la LNH.
Durant la saison 2001-2002, Mirasty quitte son club de Warriors de Moose Jaw pour être plus près de chez lui et joue en SJHL. Jon fait ensuite une pause dans sa carrière pour reprendre ses études et travailla en tant que videur dans une boite de nuit.
Il signe ensuite un essai en ECHL avec les Condors de Bakersfield, il signe son premier contrat pro à 21 ans, en tant que recrue, il amassa 356 minutes de pénalités en 56 matchs. En 2003, Jon signa avec les Admirals de Norfolk en LAH, mais après le lock-out il ne put re-signer avec l'équipe et joua dans l'une des ligues les plus dures et brutales d'Amérique du Nord, la Ligue nord-américaine de hockey (LNAH). En trois saisons, Mirasty connut 104 combats, en 101 matchs.
En juin 2007, il fit encore une parenthèse dans sa carrière de hockey pour participer à son tout premier combat de Mixed Martial Arts (MMA) dans la TKO 29 au centre Bell de Montréal. Il perdit le combat par arrêt de l'arbitre en fin du premier round. 
En juillet 2007, Mirasty a officiellement mis un terme à sa carrière de hockey professionnel et accepté le poste d'entraîneur et de manager général des Onion Lake Winterhawks dans la NAJHL. Pourtant une semaine après un coup de fil de son ami de la Ligue américaine de hockey Brandon Sugden, qui le recommanda au propriétaire de l'équipe des Crunch de Syracuse, il signa un contrat d'essai de 25 matchs. Après une longue période d'essai et un camp d'entrainement, il signa son premier contrat pro LAH le 5 décembre 2007.
En 2011, il signe avec le Vitiaz Tchekhov dans la KHL en compagnie de son cousin Jeremy Yablonski.
Lors de la saison 2013-2014 il fait un retour dans la Ligue nord-américaine de hockey alors qu'il signe le 4 octobre un contrat avec les Éperviers de Sorel-Tracy.

## Statistiques
| Saison    | Équipe                     | Ligue    |    | Saison régulière | Saison régulière | Saison régulière | Saison régulière | Saison régulière |   | Séries éliminatoires | Séries éliminatoires | Séries éliminatoires | Séries éliminatoires | Séries éliminatoires |
| Saison    | Équipe                     | Ligue    | PJ | B                | A                | Pts              | Pun              | PJ               | B | A                    | Pts                  | Pun                  |                      |                      |
| 2000-2001 | Raiders de Prince Albert   | LHOu     | 30 | 0                | 2                | 2                | 109              | -                | - | -                    | -                    | -                    |                      |                      |
| 2000-2001 | Americans de Tri-City      | LHOu     | 37 | 1                | 0                | 1                | 122              | -                | - | -                    | -                    | -                    |                      |                      |
| 2001-2002 | Americans de Tri-City      | LHOu     | 2  | 0                | 0                | 0                | 4                | -                | - | -                    | -                    | -                    |                      |                      |
| 2001-2002 | Warriors de Moose Jaw      | LHOu     | 9  | 0                | 0                | 0                | 11               | -                | - | -                    | -                    | -                    |                      |                      |
| 2001-2002 | Bombers de Flin Flon       | LHJS     | 2  | 0                | 2                | 2                | 36               |                  |   |                      |                      |                      |                      |                      |
| 2001-2002 | North Stars de Battlefords | LHJS     | 20 | 2                | 3                | 5                | 135              |                  |   |                      |                      |                      |                      |                      |
| 2002-2003 | Blizzard de l'OCN          | LHJM     | 17 | 4                | 16               | 20               | 115              |                  |   |                      |                      |                      |                      |                      |
| 2003-2004 | Condors de Bakersfield     | ECHL     | 56 | 0                | 5                | 5                | 358              | -                | - | -                    | -                    | -                    |                      |                      |
| 2004-2005 | Condors de Bakersfield     | ECHL     | 1  | 0                | 0                | 0                | 2                | -                | - | -                    | -                    | -                    |                      |                      |
| 2004-2005 | Grrrowl de Greenville      | ECHL     | 1  | 0                | 1                | 1                | 0                | -                | - | -                    | -                    | -                    |                      |                      |
| 2004-2005 | Mission de Sorel-Tracy     | LNAH     | 21 | 2                | 2                | 4                | 207              | -                | - | -                    | -                    | -                    |                      |                      |
| 2004-2005 | Trashers de Danbury        | UHL      | 25 | 1                | 3                | 4                | 202              | 1                | 0 | 0                    | 0                    | 0                    |                      |                      |
| 2005-2006 | Trashers de Danbury        | UHL      | 11 | 0                | 3                | 3                | 57               | -                | - | -                    | -                    | -                    |                      |                      |
| 2005-2006 | Mission de Sorel-Tracy     | LNAH     | 28 | 4                | 3                | 7                | 276              | 8                | 0 | 0                    | 0                    | 81                   |                      |                      |
| 2006-2007 | Mission de Sorel-Tracy     | LNAH     | 41 | 2                | 6                | 8                | 304              | 3                | 0 | 0                    | 0                    | 44                   |                      |                      |
| 2007-2008 | Crunch de Syracuse         | LAH      | 55 | 1                | 2                | 3                | 181              | 4                | 0 | 0                    | 0                    | 4                    |                      |                      |
| 2008-2009 | Crunch de Syracuse         | LAH      | 58 | 0                | 0                | 0                | 227              | -                | - | -                    | -                    | -                    |                      |                      |
| 2009-2010 | Crunch de Syracuse         | LAH      | 53 | 0                | 4                | 4                | 269              | -                | - | -                    | -                    | -                    |                      |                      |
| 2010-2011 | Crunch de Syracuse         | LAH      | 16 | 0                | 0                | 0                | 74               | -                | - | -                    | -                    | -                    |                      |                      |
| 2010-2011 | Jackals d'Elmira           | ECHL     | 8  | 1                | 0                | 1                | 45               | -                | - | -                    | -                    | -                    |                      |                      |
| 2010-2011 | Komets de Fort Wayne       | LCH      | 19 | 0                | 1                | 1                | 40               | -                | - | -                    | -                    | -                    |                      |                      |
| 2011-2012 | Vitiaz Tchekhov            | KHL      | 30 | 2                | 0                | 2                | 197              | -                | - | -                    | -                    | -                    |                      |                      |
| 2012-2013 | Barys Astana               | KHL      | 10 | 0                | 1                | 1                | 17               | -                | - | -                    | -                    | -                    |                      |                      |
| 2013-2014 | Éperviers de Sorel-Tracy   | LNAH     | 14 | 1                | 1                | 2                | 92               | 4                | 0 | 0                    | 0                    | 48                   |                      |                      |
| 2014-2015 | Éperviers de Sorel-Tracy   | LNAH     | 14 | 3                | 1                | 4                | 103              | 12               | 1 | 1                    | 2                    | 36                   |                      |                      |
| 2015-2016 | Generals de Stoney Creek   | ACH      | 1  | 0                | 0                | 0                | 10               | -                | - | -                    | -                    | -                    |                      |                      |
|           |                            |          |    |                  |                  |                  |                  |                  |   |                      |                      |                      |                      |                      |
| 2017-2018 | Draveurs de Trois-Rivières | LNAH     | 2  | 0                | 1                | 1                | 9                | -                | - | -                    | -                    | -                    |                      |                      |
| 2017-2018 | Mallards de Luseland       | SWHL     | 6  | 2                | 8                | 10               | 0                | 2                | 0 | 1                    | 1                    | 2                    |                      |                      |
| 2018-2019 | Grande Prairie Athletics   | NPHL-Sr. | 2  | 0                | 0                | 0                | 2                | 6                | 1 | 1                    | 2                    | 37                   |                      |                      |
| 2019-2020 | Meadow Lake Broncos        | SASHL    | 14 | 4                | 10               | 14               | 26               | 10               | 4 | 6                    | 10                   | 25                   |                      |                      |